# Bromus ramosus
Il forasacco maggiore (Bromus ramosus Huds., 1762) è una pianta angiosperma monocotiledone appartenente alla famiglia delle Poacee (o Gramineae, nom. cons.).

## Etimologia
Il nome generico (bromus) deriva dalla lingua greca ed è un nome antico per l'avena. L'epiteto specifico (ramosus = ramoso) indica una pianta con infiorescenze o culmi molto ramificati.
Il nome scientifico della specie è stato definito dal botanico e farmacista inglese William Hudson (1730 – 1793) nella pubblicazione "Flora Anglica; exhibens Plantas per Regnum Angliae Sponte Crescentes, Distributas Secundum Systema Sexuale: cum Differentiis Specierum, Synonymis Auctorum, Nominibus Incolarum, Solo Locorum, Tempore Florendi, Officinalibus Pharmacopoerum. Londini" [Fl. Angl. (Hudson) 40 (1762).] del 1762.

## Descrizione

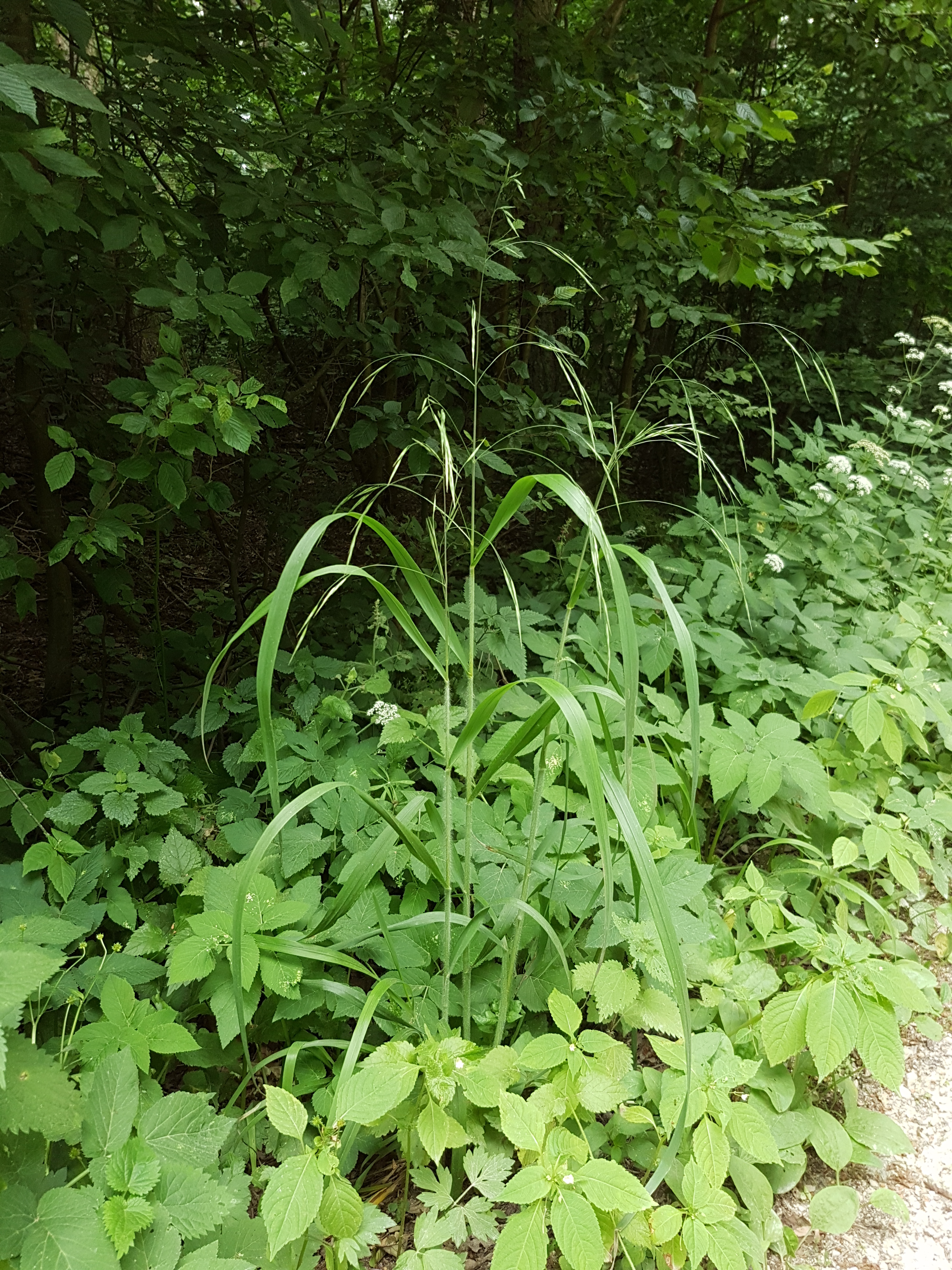
Il portamento

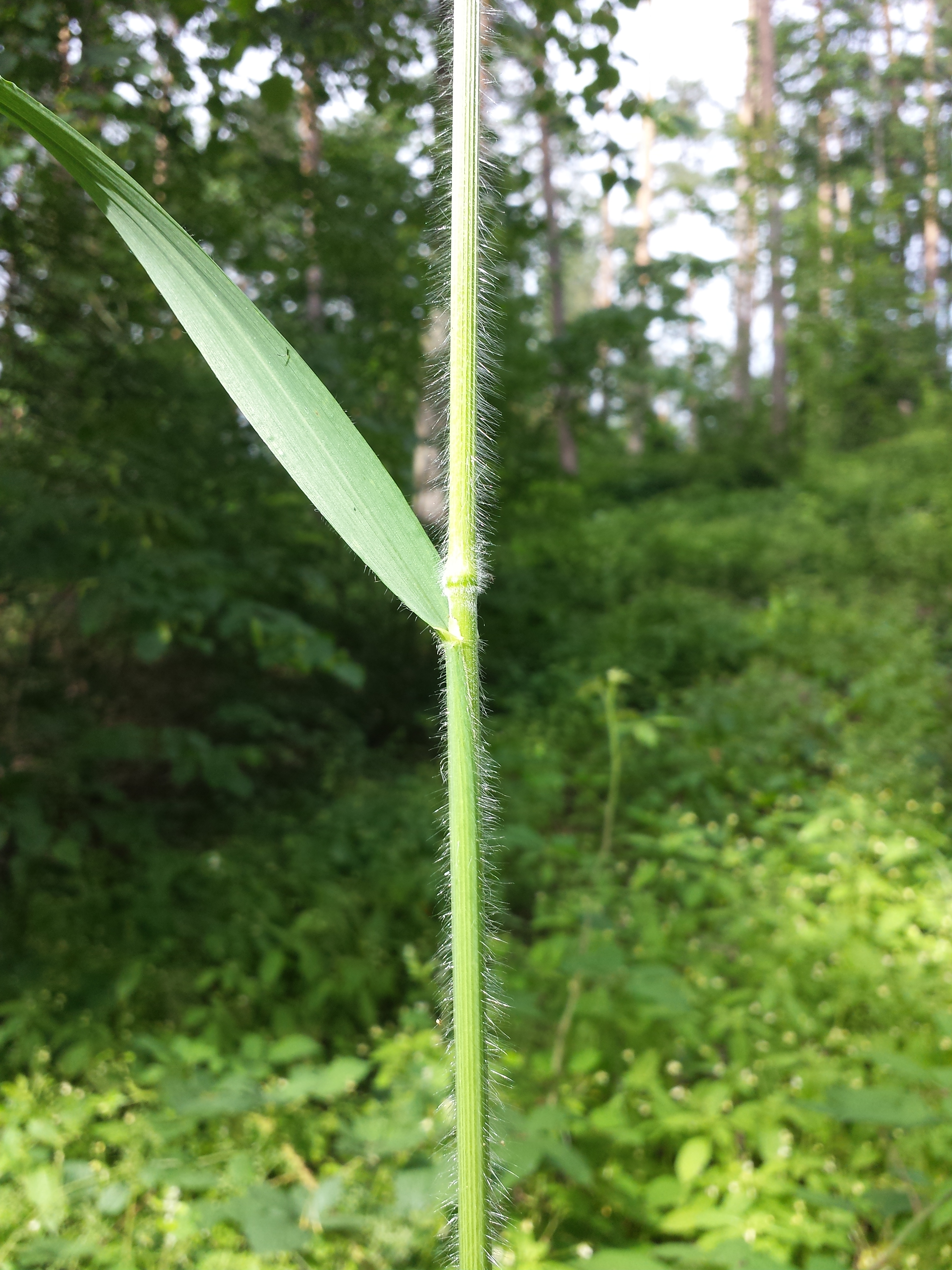
Le foglie

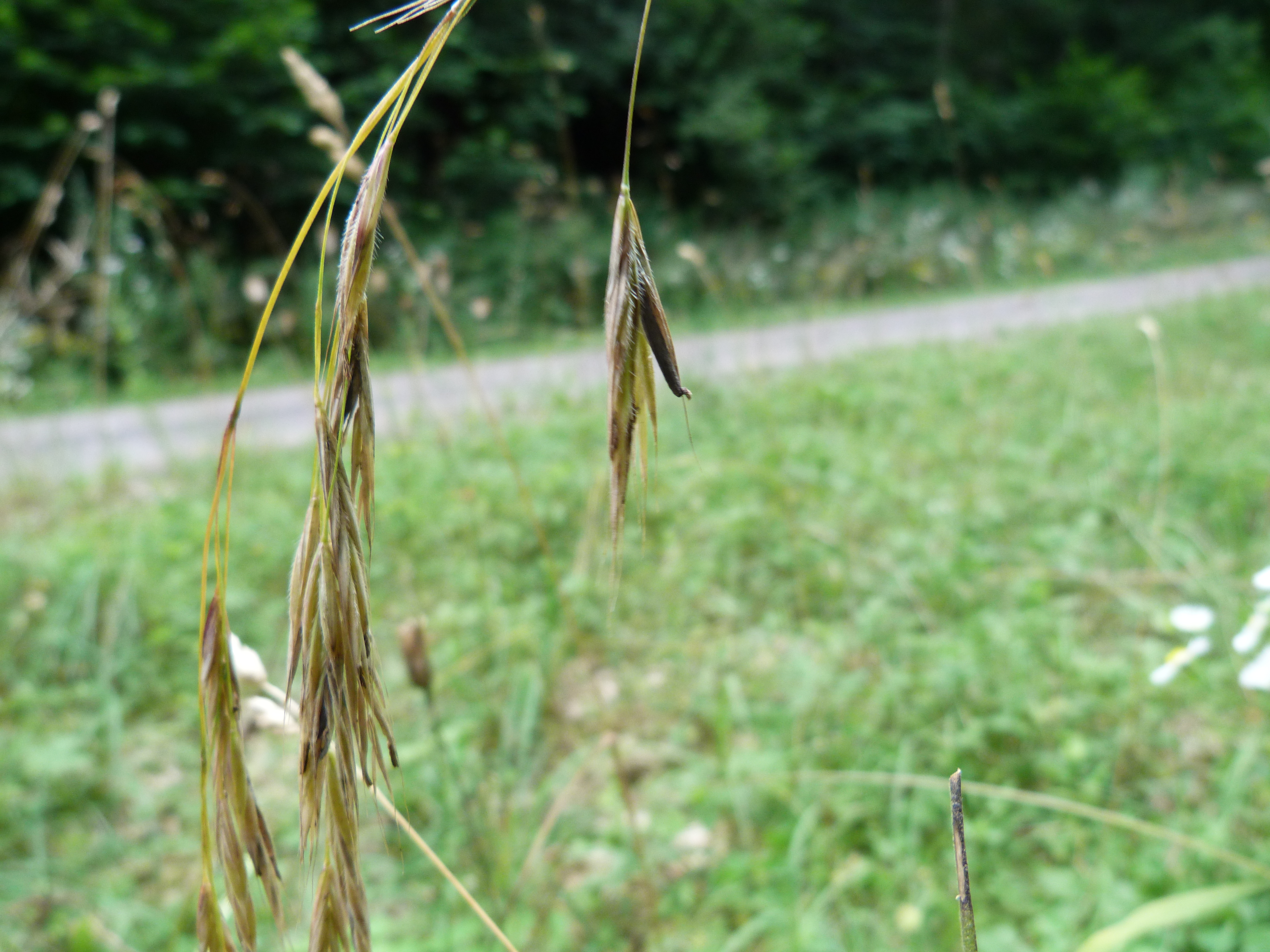
Infiorescenza

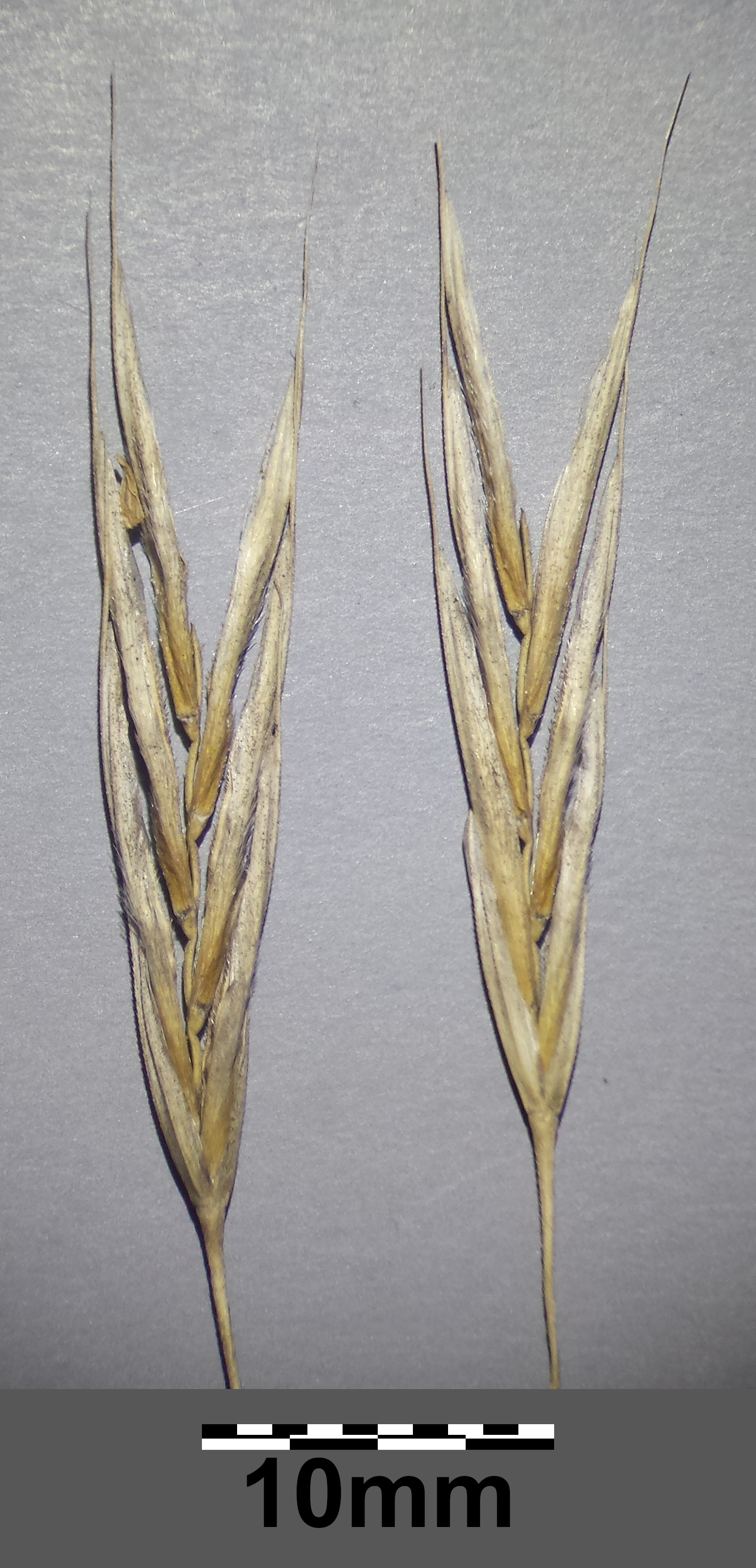
I fiori

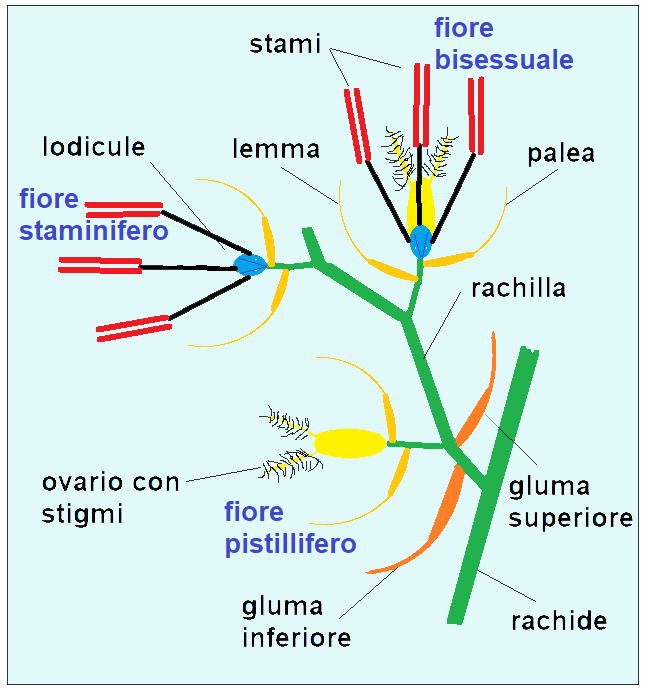
Spighetta generica con tre fiori diversi

Queste piante arrivano ad una altezza di 6 - 18 dm. La forma biologica è emicriptofita scaposa (H scap), ossia in generale sono piante erbacee, a ciclo biologico perenne, con gemme svernanti al livello del suolo e protette dalla lettiera o dalla neve e sono dotate di un asse fiorale eretto e spesso privo di foglie.

### Radici
Le radici sono per lo più fascicolate; a volte sono secondarie da rizoma.

### Fusto
La parte aerea della pianta è densamente cespugliosa con stoloni orizzontali. I culmi sono cavi a sezione più o meno rotonda, ginocchiato-ascendenti e robusti; all'apice sono incurvati. La superficie è finemente pubescente o scabrosa. Il diametro del culmo è di 6 mm e si divide in 7 - 8 nodi.

### Foglie
Le foglie lungo il culmo sono disposte in modo alterno, sono distiche e si originano dai vari nodi. Sono composte da una guaina, una ligula e una lamina. Le venature sono parallelinervie. Non sono presenti i pseudopiccioli e, nell'epidermide delle foglia, le papille.
- Guaina: la guaina è abbracciante il fusto con sottili padiglioni auricolari; è densamente villosa per setole patenti (lunghezza delle setole 3 – 4 mm).
- Ligula: la ligula è membranosa e a volte cigliata; gli apici sono acuti. Lunghezza della ligula: 2 mm.
- Lamina: la lamina, a consistenza morbida, ha delle forme generalmente lineari e piatte; i margini sono densamente pelosi. Dimensioni della lamina nelle foglie inferiori: larghezza 7 – 15 mm; lunghezza 10 – 40 cm.

### Infiorescenza
Infiorescenza principale (sinfiorescenza o semplicemente spiga): le infiorescenze, terminali e ramificate, sono formate da diverse spighette ed hanno la forma di una pannocchia piramidale; inoltre è annuente all'apice (i rami sono incurvati). Il ramo inferiore è unico, molto lungo e portante diverse spighette. I rami superiori (lunghi fino a 20 cm) sono 2 per nodo con 2 - 9 spighette. La fillotassi dell'inflorescenza inizialmente è a due livelli, anche se le successive ramificazioni la fanno apparire a spirale. Dimensione dell'infiorescenza: 10 – 40 cm.

### Spighetta
Infiorescenza secondaria (o spighetta): le spighette, con forme ellittiche-oblunghe e compresse lateralmente, sottese da due brattee distiche e strettamente sovrapposte chiamate glume (inferiore e superiore), sono formate da 3 a 10 fiori. Possono essere presenti dei fiori sterili; in questo caso sono in posizione distale rispetto a quelli fertili. Alla base di ogni fiore sono presenti due brattee: la palea e il lemma. La disarticolazione avviene con la rottura della rachilla tra i fiori o sopra le glume. Dimensioni delle spighette: larghezza 4 – 6 mm; lunghezza 20 – 30 mm.
- Glume: le glume, scabrose e con forme lanceolato-lineari, sono un poco disuguali. Le venature sono formate da 1 a 3 vene. Lunghezza delle glume: inferiore 6 – 8 mm; superiore 9 – 11 mm.
- Palea: la palea è un profillo con alcune venature; può essere cigliata (le brattee basali non sono ciliate); è più corta del lemma.
- Lemma: il lemma, strettamente lanceolato, pubescente sul dorso e villoso, ha una resta apicale. Lunghezza del lemma: 10 – 13 mm. Lunghezza della resta: 6 – 7 mm.

### Fiori
I fiori fertili sono attinomorfi formati da 3 verticilli: perianzio ridotto, androceo  e gineceo.
- Formula fiorale:[6]

*, P 2, A (1-)3(-6), G (2–3) supero, cariosside.
- Il perianzio è ridotto e formato da due lodicule, delle squame traslucide, poco visibili (forse relitto di un verticillo di 3 sepali). Le lodicule sono membranose e non vascolarizzate.
- L'androceo è composto da 3 stami ognuno con un breve filamento libero, una antera sagittata e due teche. Le antere sono basifisse con deiscenza laterale e sono lunghe 2 – 3 mm. Il polline è monoporato.
- Il gineceo è composto da 3-(2) carpelli connati formanti un ovario supero. L'ovario, pubescente all'apice, ha un solo loculo con un solo ovulo subapicale (o quasi basale). L'ovulo è anfitropo e semianatropo e tenuinucellato o crassinucellato. Lo stilo, che si origina dal lato abassiale dell'ovario, è breve con due stigmi papillosi e distinti.
- Fioritura: da maggio a luglio.

### Frutti
I frutti sono del tipo cariosside, ossia sono dei piccoli chicchi indeiscenti colorati di scuro, con forme ovoidali, nei quali il pericarpo è formato da una sottile parete che circonda il singolo seme. In particolare il pericarpo è fuso al seme ed è aderente. L'endocarpo non è indurito e l'ilo è lungo e lineare. L'embrione è piccolo e provvisto di epiblasto ha un solo cotiledone altamente modificato (scutello senza fessura) in posizione laterale. I margini embrionali della foglia non si sovrappongono.

## Biologia
Come gran parte delle Poaceae, le specie di questo genere si riproducono per impollinazione anemogama. Gli stigmi piumosi sono una caratteristica importante per catturare meglio il polline aereo.
I semi cadendo a terra, dopo aver eventualmente percorso alcuni metri a causa del vento (dispersione anemocora) sono dispersi soprattutto da insetti tipo formiche (mirmecoria). I frutti di queste erbe possono sopravvivere al passaggio attraverso le budella dei mammiferi e possono essere trovati a germogliare nello sterco.

## Distribuzione e habitat

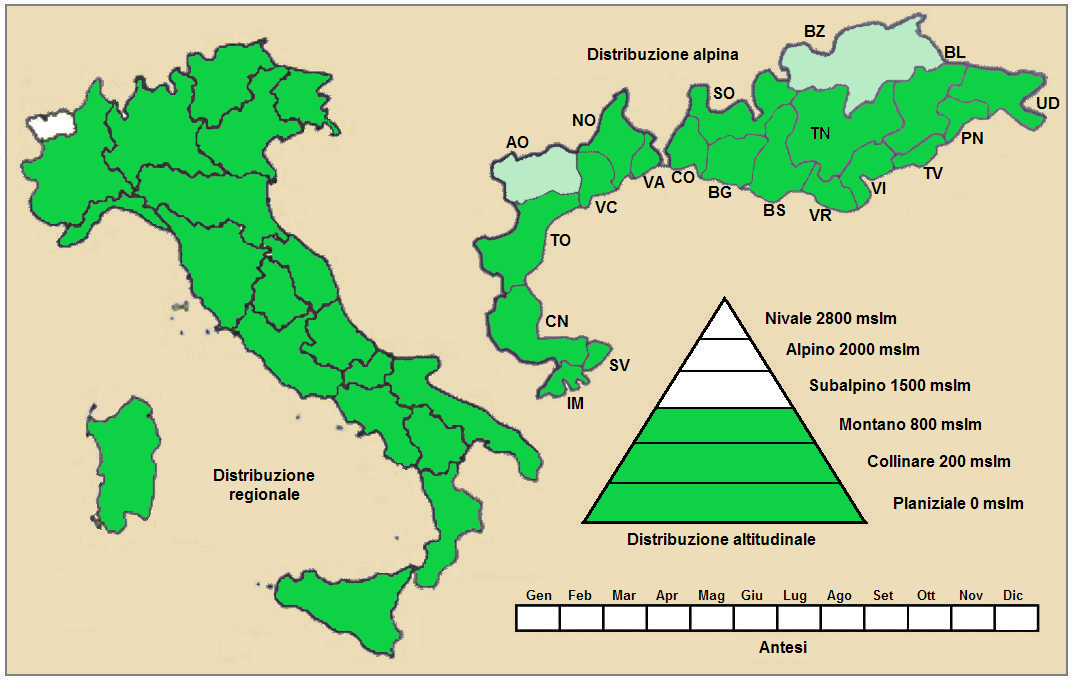
Distribuzione regionale – Distribuzione alpina

- Geoelemento: il tipo corologico (area di origine) è Eurasiatico.
- Distribuzione: in Italia si trova su tutto il territorio ma è rara. Nelle Alpi è ugualmente presente sia al Sud che al Nord. Sugli altri rilievi europei collegati alle Alpi si trova nella Foresta Nera, Vosgi, Massiccio del Giura, Massiccio Centrale, Pirenei, Monti Balcani e Carpazi.[15] Nel resto dell'Europa e dell'areale del Mediterraneo questa specie si trova in tutta l'Europa (escluse le zone più nordiche), in Transcaucasia, in Anatolia e nel Magreb.[16] Fuori dall'Europa si trova in Cina, Kashmir, Iran e dal Tibet al subcontinente indiano.[11][12]
- Habitat: gli habitat tipici sono le radure, le boscaglie (faggete, ostrieti, aceri, betuleti e frassineti) e le siepi in ambienti umidi ed ombrosi. Il substrato preferito è calcareo ma anche siliceo con pH neutro, medi valori nutrizionali del terreno che deve essere mediamente umido.[15]
- Distribuzione altitudinale: sui rilievi queste piante si possono trovare fino a 1.500 m s.l.m. (2.900 - 3.500 m s.l.m. in Asia[11]); frequentano quindi i seguenti piani vegetazionali: collinare e montano (oltre a quello planiziale – a livello del mare).

### Fitosociologia

#### Areale alpino
Dal punto di vista fitosociologico alpino Bromus ramosus appartiene alla seguente comunità vegetale:
- Formazione: delle comunità delle macro- e megaforbie terrestri;
  - Classe: Epilobietea angustifolii
    - Ordine: Atropetalia bella-donae
      - Alleanza: Atropion

#### Areale italiano
Per l'areale completo italiano Bromus ramosus appartiene alla seguente comunità vegetale:
- Macrotipologia:  vegetazione erbacea sinantropica, ruderale e megaforbieti.
  - Classe: Epilobietea angustifolii Tüxen & Preising ex Von Rochow, 1951
    - Ordine: Atropetalia belladonnae Vlieger, 1937
      - Alleanza: Atropion belladonnae Br.-Bl. ex Aichinger, 1933

Descrizione: l'alleanza Atropion belladonnae è relativa alle comunità di megaforbie mesofile delle radure delle foreste decidue (comunità che si sviluppano nelle zone marginali e lungo i margini dei sentieri), su suoli calcarei o neutrofili ed eutrofici (ben nitrificati e ricchi di materiale organico). La distribuzione dell'alleanza è atlantico-centroeuropea e alpino-caucasica. La struttura della vegetazione è soprattutto di tipo erbaceo perenne con macrofite (piante superiori) di grossa taglia.
Specie presenti nell'associazione: Arctium nemorosum, Atropa belladonna, Stachys alpina, Hypericum hirsutum, Senecio ovatus, Verbascum nigrum.
Altre alleanze per questa specie sono:
- Laburno anagyroidis-Ostryenion carpinifoliae (Ubaldi, 1995) Blasi, Di Pietro & Filesi, 2004

## Tassonomia
La famiglia delle Poacee comprende circa 800 generi e oltre 9.000 specie. È una delle famiglie più numerose e più importanti del gruppo delle monocotiledoni. La famiglia è suddivisa in 12 sottofamiglie, il genere Bromus fa parte della sottofamiglia Pooideae ed è l'unico genere della tribù Bromeae.

### Filogenesi
La tribù Bromeae fa parte della supertribù Triticodae T.D. Macfarl. & L. Watson, 1982. La supertribù Triticodae comprende tre tribù: Littledaleeae, Hordeeae e Bromeae. All'interno della supertribù, la tribù Bromeae forma un "gruppo fratello" con la tribù Hordeeae.
I Bromus della flora spontanea italiana sono suddivisi in tre gruppi distinti: Festucaria G. et G., Anisantha Koch e Bromus s.s. La specie di questa voce appartiene al gruppo Festucaria: il ciclo biologico di queste piante è perenne con un aspetto simile alle specie del genere Festuca (tribù Poeae, sottotribù Loliinae). A maturità le spighette si restringono all'apice. Le nervature delle due glume sono diverse: quella inferiore ha una sola nervatura; quella superiore è trinervia. La resta del lemma (breve o nulla) è inserita tra i due dentelli apicali del lemma stesso.
Altri studi descrivono questa specie nella sezione Bromopsis Dumort. (le spighette hanno delle forme strettamente lanceolate; i lemmi sono arrotondati o leggermente carenati con punta singola).
I caratteri diagnostici per questa specie sono:
- le guaine fogliari superiori sono pelose;
- i peduncoli delle brattee sono pelosi.

Il numero cromosomico della specie B. ramosus è: 2n = 42 (14 e 28).

### Specie simili
La specie di questa voce può essere confusa con la specie Festuca gigantea Vill. (non è stolonifera). Nell'ambito dello stesso genere, la specie Bromus ramosus spesso è confusa con la specie Bromus benekenii Huds. (forasacco di Beneken); la prima si distingue per le setole patenti delle guaine e la pannocchia a forma piramidale con un unico ramo inferiore portante diverse spighette.

### Sinonimi
Questa entità ha avuto nel tempo diverse nomenclature. L'elenco seguente indica alcuni tra i sinonimi più frequenti:
- Avena nemoralis (Huds.) Salisb.
- Bromopsis chitralensis (Melderis) Holub
- Bromopsis fedtschenkoi (Tzvelev) Czerep.
- Bromopsis ramosa (Huds.) Holub
- Bromopsis ramosa subsp. fedtschenkoi (Tzvelev) Tzvelev
- Bromus altissimus Weber
- Bromus asper Murray
- Bromus asper var. cristatus Celak.
- Bromus asper var. glaucescens Albov
- Bromus asper var. grandis Velen.
- Bromus asper var. pauciflorus Mutel
- Bromus asper var. serotinus (Beneken) Zabel
- Bromus asper var. vernus Crép. ex Husn.
- Bromus chitralensis Melderis
- Bromus giganteus Vill.
- Bromus hirsutissimus Cirillo
- Bromus hirsutus Curtis
- Bromus montanus Scop.
- Bromus nemoralis Huds.
- Bromus nemorosus Vill.
- Bromus pseudoasper Schur
- Bromus ramosus f. abbreviatus Zapal.
- Bromus ramosus f. macrostachys Litard. & Maire
- Bromus ramosus subsp. serotinus (Beneken) Kneuck.
- Bromus ramosus var. corniculatus St.-Amans
- Bromus ramosus var. elatior Zapal.
- Bromus ramosus var. hirsutus (Curtis) Brand
- Bromus ramosus var. irmischii Wein
- Bromus ramosus var. macrostachys (Litard. & Maire) Jahand. & Maire
- Bromus ramosus var. serotinus (Beneken) Hack. & Briq.
- Bromus ramosus var. violaceus Zapal.
- Bromus serotinus Beneken
- Bromus sylvaticus Vogler
- Festuca ramosa (Huds.) Guss.
- Festuca wightiana Steud.
- Forasaccus asper (Murray) Bubani
- Schedonorus asper Murray
- Schedonorus serotinus (Beneken) Rostr.
- Zerna aspera (Murray) Panz.
- Zerna ramosa (Huds.) Lindm.
- Zerna ramosa subsp. fedtschenkoi Tzvelev